# Alpena (Michigan)
Alpena település az Amerikai Egyesült Államok Michigan államában, Alpena megyében, melynek megyeszékhelye is. Lakosainak száma 10 197 fő (2020. április 1.).

## Népesség
A település népességének változása:

| 2010 | 10 483 |
| 2020 | 10 197 |